# Conus sanguinolentus
Espèce
Statut de conservation UICN

 LC  : Préoccupation mineure
Conus sanguinolentus est une espèce de mollusques gastéropodes marins de la famille des Conidae.
Comme toutes les espèces du genre Conus, ces escargots sont prédateurs et venimeux. Ils sont capables de « piquer » les humains et doivent donc être manipulés avec précaution, voire pas du tout.

## Description
La taille de la coquille varie entre 22 mm et 65 mm. La coquille a une couleur blanc rosé. elle est plutôt étroite avec des stries longitudinales continues, mais presque obsolètes, avec des marrons. .

## Distribution
Cette espèce marine est présente dans la mer Rouge, dans l'océan Indien au large de l'Afrique du Sud, d'Aldabra et des îles Mascareignes ; au large de l'Indochine, de l'Indo-Malaisie ; dans le Pacifique occidental et au large de l'Australie (Territoire du Nord, Queensland et Australie-Occidentale).

### Niveau de risque d’extinction de l’espèce
Selon l'analyse de l'UICN réalisée en 2011 pour la définition du niveau de risque d'extinction, cette espèce est largement distribuée dans l'Indo-Pacifique. Elle est très commune dans les eaux peu profondes dans toute son aire de répartition. Il n'y a pas de menaces majeures connues pour cette espèce. Cette espèce est classée dans la catégorie "préoccupation mineure".

## Taxonomie

### Publication originale
L'espèce Conus sanguinolentus a été décrite pour la première fois en 1834 par le naturalistes français Jean René Constant Quoy dans « Voyage de la corvette l'Astrolabe : exécuté par ordre du roi, pendant les années 1826-1827-1828-1829, sous le commandement de M J Dumont d'Urville »,.

### Synonymes
- Conus (Lividoconus) sanguinolentus Quoy & Gaimard, 1834 · appellation alternative
- Lividoconus sanguinolentus (Quoy & Gaimard, 1834) · non accepté